# Africký deštný prales

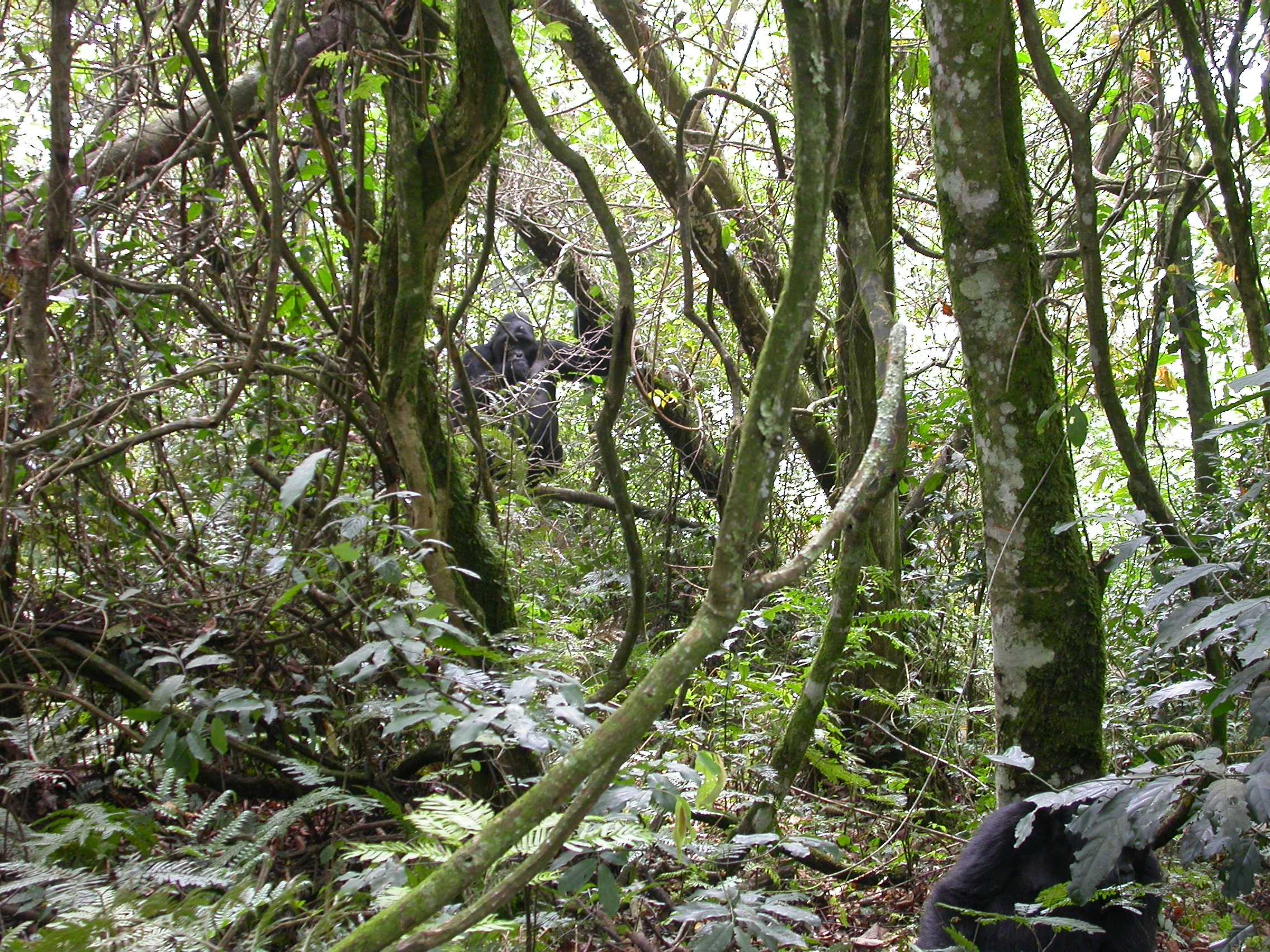
Africký deštný prales. Na snímku gorila v NP Bwindi, nacházejícím se v Ugandě v Africe

Africký deštný prales je deštný prales o široké rozloze (3,6 mil. km²), který se nachází ve středu afrického kontinentu. Hustý prales začíná na jihu oblastí planin zvanou Sahel a oblastí řidších lesů. Zabírá velký díl jižní části Západní Afriky včetně většiny pobřeží Rovníkové Guineje. Na jihu se prodlužuje a zabírá většinu Konga. Na východě jej ohraničuje nejvyšší bod velkých afrických jezer. V pralese žije na 10 000 druhů zvířat.